# Raoul Lufbery
Gervais Raoul Lufbery (ur. 14 marca 1885, zm. 19 maja 1918) – amerykańsko-francuski as myśliwski z czasów I wojny światowej, twórca taktyki walki powietrznej Lufbery circle.

## Młodość i służba w armii
Raoul Lufbery urodził się we Francji. Jego ojcem był Amerykanin, Edward Lufbery, a matką Francuzka, Anne Veissière. Rodzice przeprowadzili się do USA, kiedy Raoul miał 6 lat. Do armii amerykańskiej zaciągnął się w 1907 i pozostawał w służbie na Filipinach przez dwa lata. Po odejściu z armii podróżował po Azji i w 1910 został mechanikiem Marca Pourpe'a, francuskiego pioniera lotnictwa. Byli razem we Francji, gdy wybuchła wojna, a Pourpe natychmiast zaciągnął się do Armée de l’air. Lufbery, mając obywatelstwo amerykańskie, wstąpił do Legii Cudzoziemskiej i pozostał mechanikiem przyjaciela. Kiedy Pourpe zginął w grudniu 1914, Lufbery złożył podanie o przeniesienie do lotnictwa.

## Służba jako pilot myśliwski
Po wielu miesiącach lotów jako pilot maszyn rozpoznawczych, przesiadł się na samoloty myśliwskie i rozpoczął służbę we francuskiej Escadrille Lafayette. W 1918 po uzyskaniu 16 zwycięstw, przeniósł się do amerykańskiej Aviation Section, U.S. Signal Corps (wcześniejsza nazwa United States Army Air Service), gdzie został instruktorem. Był bardzo lubiany przez uczniów i doceniany przez przełożonych.
19 maja 1918 roku podczas ataku na Rumplera na północ od Nancy, jego Nieuport 28 został trafiony i obrócił się do góry kołami, a pilot wypadł z maszyny i zginął. Następnego dnia odbył się jego pogrzeb na cmentarzu Hôpital Sébastopol. We wsi Maron, niedaleko rzeki Mozeli została postawiona tablica z brązu, w miejscu gdzie upadł Raul Lufbery. Jego szczątki zostały później przeniesione do Paryża na cmentarz Lafayette Memorial du Parc de Garches.

## Odznaczenia
- francuska Legia Honorowa V Klasy
- francuski Médaille militaire
- francuski Croix de Guerre (1914-1918)
- brytyjski Military Medal